# Ballabio
Ballabio (lombardul: Balabi) település Olaszországban, Lombardia régióban, Lecco megyében. Lakosainak száma 4144 fő (2023. január 1.). Ballabio Cremeno, Mandello del Lario, Pasturo, Abbadia Lariana, Lecco és Morterone községekkel határos.

## Népesség
A település népességének változása:
| Lakosok száma | 4055 | 4052 | 4144 |
|               | 2017 | 2018 | 2023 |